# Paulina Maślanka
Paulina Maślanka (ur. 22 czerwca 1981 w Skawinie) – polska wokalistka i autorka tekstów.  Maślanka działalność artystyczną rozpoczęła w 1997 roku w skawińskiej formacji Sator. W 2000 roku grupa przyjęła nazwę Delight. W 2004 roku wystąpiła gościnnie na debiutanckim albumie grupy Neuron pt. Neverending Search. W 2009 roku wystąpiła gościnnie na albumie zespołu Thy Disease zatytułowanym  Anshur-Za. Maślanka zaśpiewała w interpretacji piosenki z repertuaru Madonny pt. "Frozen". 
Z wykształcenia jest magistrem farmacji.

## Dyskografia
| Delight - Last Temptation (2000, Metal Mind Records) - The Fading Tale (2001, Metal Mind Records) - Eternity (2002, Metal Mind Records) - Od Nowa (2004, Metal Mind Records) - Breaking Ground (2007, Roadrunner Records) |  | Sator - Found Personality / And Remember... (1997, Eternal Blackness) Występy gościnne - Neuron - Neverending Search (2004, wydanie własne) - Thy Disease - Anshur-Za (2009, Mystic Production) |

## Nagrody i wyróżnienia
| Rok  | Kategoria                                  | Nagroda                      | Nota      |
| ---- | ------------------------------------------ | ---------------------------- | --------- |
| 2002 | Przebój roku (Delight - "The Fading Tale") | Plebiscyt Metal Hammer, 2001 | 5 miejsce |
| 2003 | Przebój roku (Delight - "Wieczny finał")   | Plebiscyt Metal Hammer, 2002 | 5 miejsce |